# ZNTK Nowy Sącz 101D
Uzasadnienie:  Artykuł opisuje zmodernizowane lokomotywy typu 101D które powstały jako pochodne od typu 6D 

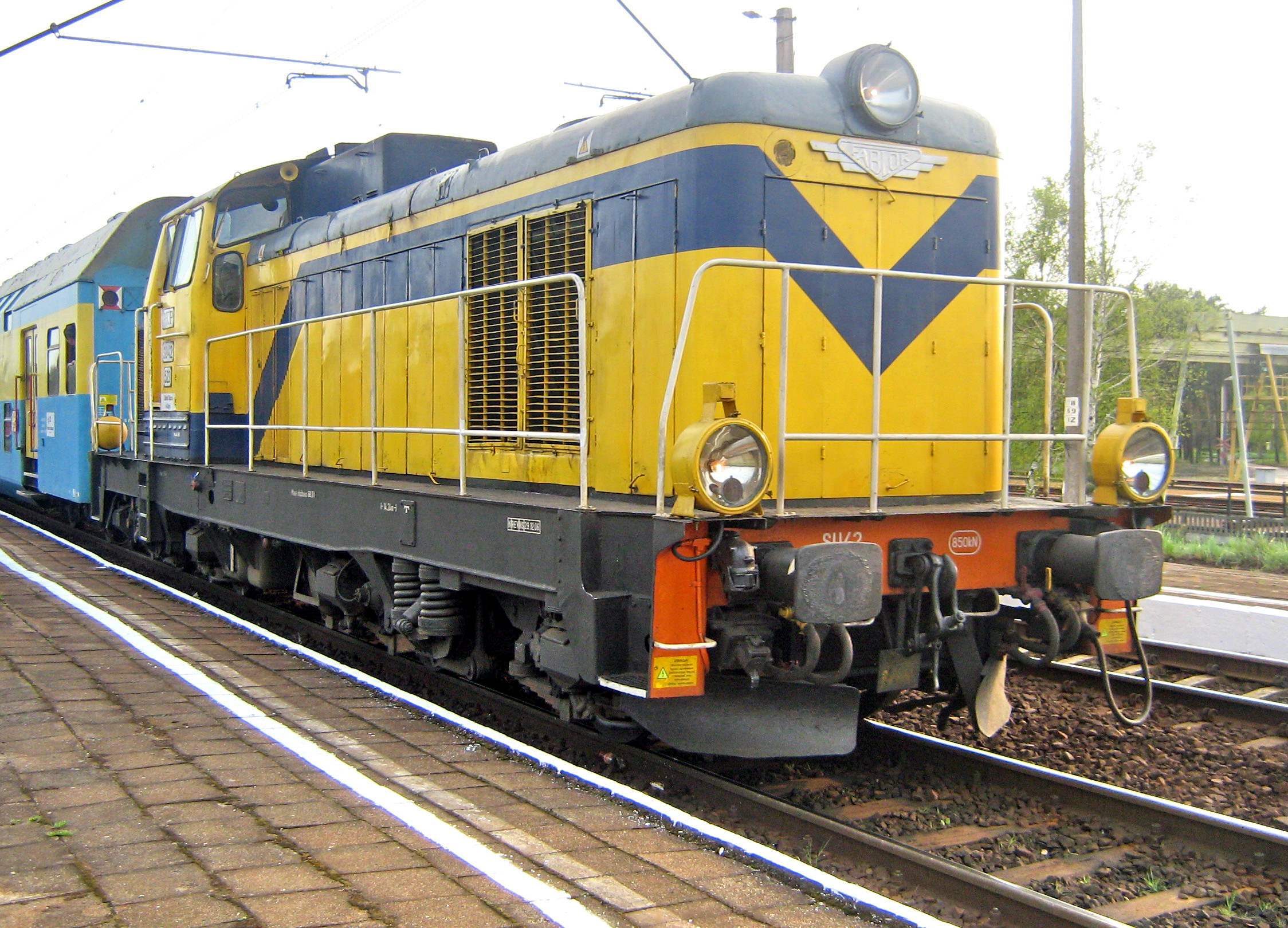
SU42-523

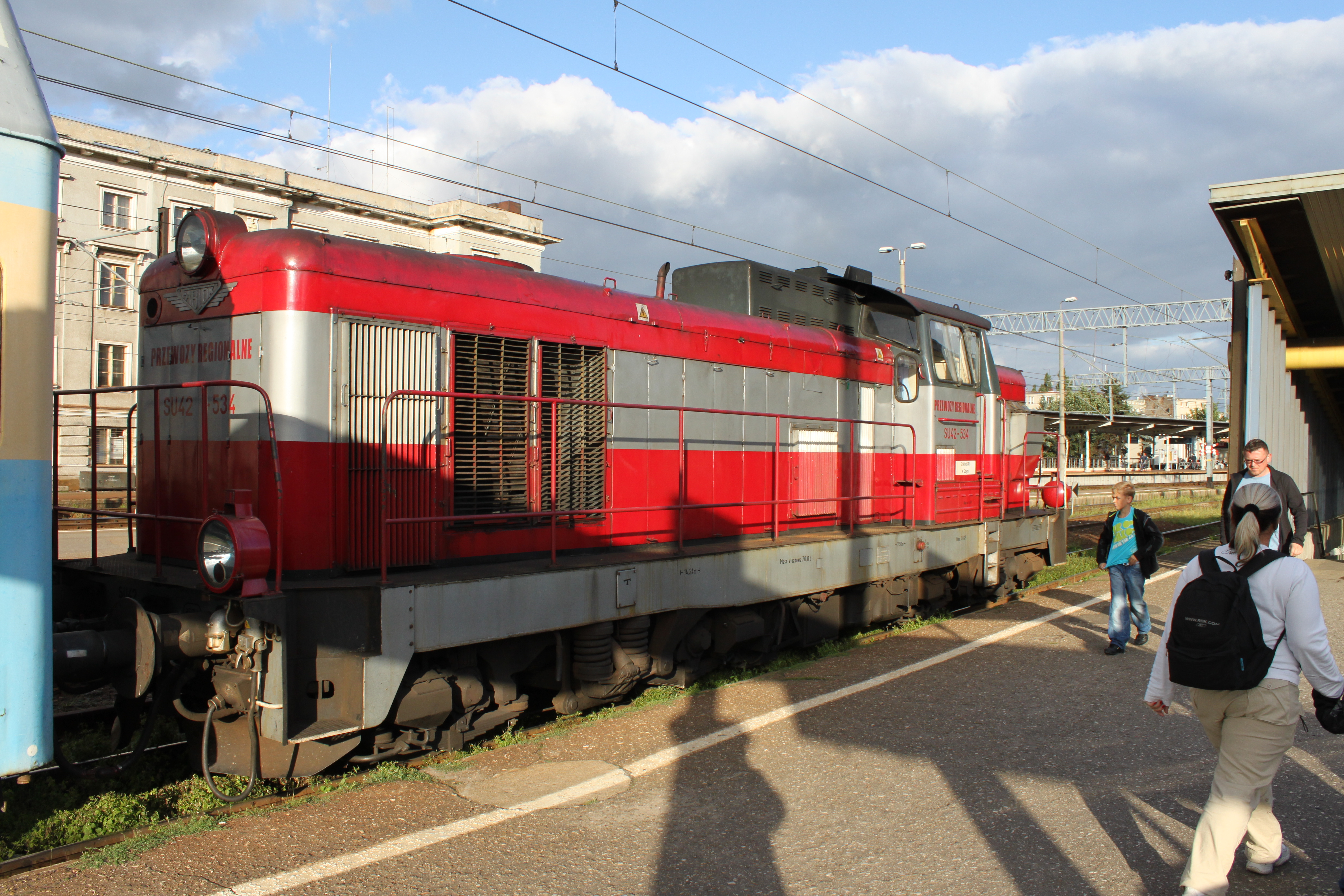
SU42-534 należąca do spółki Przewozy Regionalne

ZNTK Nowy Sącz 101D – normalnotorowa lokomotywa spalinowa produkcji polskiej produkowana przez Zakłady Fablok w Chrzanowie w latach 1975–1977 jako modyfikacja lokomotywy serii SM42, jak również zmodernizowana przez ZNTK Nowy Sącz w latach 1999–2000 jako modyfikacja lokomotywy serii SP42.

## SU42 produkowane w latach 1975–1977
W latach 1975–1977 w chrzanowskich Zakładach Fablok przeprowadzono przebudowę lokomotyw spalinowych SM42, przystosowując je do ogrzewania wagonów pasażerskich. Pierwotne lokomotywy serii SU42 posiadały system ogrzewania elektrycznego o napięciu 500 V zasilany z prądnicy głównej. Konstrukcyjnie spalinowozy SU42 nie różniły się od lokomotyw serii SM42. W sumie przebudowano i dostarczono dla PKP 40 egzemplarzy SU42.

W roku 2000 pozostające w służbie 30 egzemplarzy przebudowano ponownie do wersji SM42:
- SU42-013 na SM42-013
- SU42-019 na SM42-019
- SU42-020 na SM42-020
- SU42-027 na SM42-027
- SU42-031 skreślona z inwentarza w 1999 r.
- SU42-032 na SM42-032
- SU42-034 na SM42-034
- SU42-038 na SM42-038
- SU42-040 na SM42-040
- SU42-041 na SM42-041
- SU42-043 na SM42-043
- SU42-044 na SM42-044
- SU42-046 skreślona z inwentarza w 1998 r.
- SU42-049 na SM42-049
- SU42-051 na SM42-051
- SU42-061 skreślona z inwentarza w 1999 r.
- SU42-070 na SM42-070
- SU42-075 skreślona z inwentarza w 1999 r.
- SU42-086 skreślona z inwentarza w 1998 r.
- SU42-089 skreślona z inwentarza w 1998 r.
- SU42-094 na SM42-094
- SU42-095 skreślona z inwentarza w 1998 r.
- SU42-100 na SM42-100
- SU42-102 na SM42-102
- SU42-104 na SM42-104
- SU42-108 na SM42-108
- SU42-109 na SM42-109
- SU42-115 na SM42-115
- SU42-121 na SM42-121
- SU42-128 skreślona z inwentarza w 1999 r.
- SU42-136 na SM42-136
- SU42-137 skreślona z inwentarza w 1999 r.
- SU42-139 na SM42-139
- SU42-140 skreślona z inwentarza w 1998 r.
- SU42-220 na SM42-220
- SU42-255 na SM42-255
- SU42-265 na SM42-265
- SU42-379 na SM42-379
- SU42-434 na SM42-434
- SU42-460 na SM42-460

## SU42 modernizowane w latach 1999–2000
Zmniejszająca się liczba wagonów pasażerskich ogrzewanych systemem parowym oraz zwiększona awaryjność kotłów ogrzewczych zadecydowały o konieczności przebudowy eksploatowanych dotychczas spalinowozów SP42 i przystosowaniu ich do ogrzewania elektrycznego.
Modernizację przeprowadzono w ZNTK w Nowym Sączu w latach 1999–2000. Przebudowa polegała na zastąpieniu kotła WB-5 (służącego do ogrzewania parowego wagonów) agregatem prądotwórczym. Zastosowano silnik wysokoprężny Caterpillar typu CAT3208 o mocy 180 kW napędzający trójfazową prądnicę synchroniczną z układem prostownikowym dostarczającą prąd o napięciu 3 kV do ogrzewania wagonów. Podczas modernizacji lokomotywy otrzymały oznaczenie serii SU42, numerację od 501 do 540 oraz nową kolorystykę (żółto-niebieską). Przebudową zostało objętych 40 egzemplarzy lokomotyw serii SP42:
| Oznaczenie | Przebudowa   | Rok produkcji | Rok przebudowy | Właściciel                                        | Status |
| ---------- | ------------ | ------------- | -------------- | ------------------------------------------------- | --- |
| SU42-501   | ex. SP42-085 | 1974          | 1999           | Polregio                                          | Czynny |
| SU42-502   | ex. SP42-049 | 1973          | 1999           | Polregio                                          | Czynny |
| SU42-503   | ex. SP42-098 | 1974          | 2000           | Newag                                             | Sprzedana firmie Newag w lipcu 2012 roku Oczekująca naprawy głównej |
| SU42-504   | ex. SP42-055 | 1973          | 2000           | +++                                               | Zezłomowana w sierpniu 2024 roku |
| SU42-505   | ex. SP42-203 | 1977          | 2000           | +++                                               | Zezłomowana 5 grudnia 2024 roku |
| SU42-506   | ex. SP42-225 | 1978          | 2000           | +++                                               | Zezłomowana 31 sierpnia 2024 roku |
| SU42-507   | ex. SP42-147 | 1975          | 2000           | PUK Kolprem                                       | Sprzedana firmie Newag w lipcu 2012 roku i przebudowana 4 października 2018 roku na 6Dg-175                                                                            |
| SU42-508   | ex. SP42-215 | 1977          | 1999           | Polregio                                          | Odstawiona |
| SU42-509   | ex. SP42-139 | 1975          | 2000           | Polregio                                          | Czynny |
| SU42-510   | ex. SP42-206 | 1977          | 2000           | Morvi sp. z.o.o.                                  | Czynny |
| SU42-511   | ex. SP42-190 | 1977          | 2000           | Newag                                             | Sprzedana firmie Newag w lipcu 2012 roku Oczekująca naprawy głównej |
| SU42-512   | ex. SP42-144 | 1975          | 2000           | Polregio                                          | Czynny |
| SU42-513   | ex. SP42-265 | 1975          | 2000           | Polregio                                          | Czynny |
| SU42-514   | ex. SP42-054 | 1973          | 2000           | Metrans Polonia                                   | Czynny |
| SU42-515   | ex. SP42-212 | 1977          | 2000           | Newag                                             | Sprzedana i zmodernizowana w 15 listopada 2013 roku na 6Dg-140 |
| SU42-516   | ex. SP42-236 | 1978          | 2000           | Lotos Kolej                                       | Sprzedana i zmodernizowana przez NEWAG Nowy Sącz, nowe oznaczenie SM42-700/35                                                                                          |
| SU42-517   | ex. SP42-119 | 1975          | 2000           | Newag                                             | Sprzedana firmie Newag w lipcu 2012 roku Oczekująca naprawy głównej |
| SU42-518   | ex. SP42-195 | 1977          | 2000           | Polregio                                          | Czynny |
| SU42-519   | ex. SP42-025 | 1972          | 2000           | Lotos Kolej                                       | Sprzedana i zmodernizowana przez NEWAG Nowy Sącz w 2013 roku. W latach 2013–2020 posiadała oznaczenie SM42-700/34, a 17 kwietnia 2020 przebudowana na 6Dg-183          |
| SU42-520   | ex. SP42-021 | 1972          | 2000           | PPM-T Gdańsk                                      | Sprzedana i zmodernizowana przez NEWAG Nowy Sącz w 2014 roku, nowe oznaczenie SM42-700/39                                                                              |
| SU42-521   | ex. SP42-262 | 1972          | 2000           | Polregio                                          | Czynny |
| SU42-522   | ex. SP42-180 | 1976          | 2000           | +++                                               | Zezłomowana w sierpniu 2024 roku |
| SU42-523   | ex. SP42-034 | 1973          | 2000           | +++                                               | skreślona z inwentarza w wyniku czołowego zderzenia z SU42-524 w Korzybiu 13 lipca 2010 roku                                                                           |
| SU42-524   | ex. SP42-123 | 1975          | 2000           | +++                                               | skreślona z inwentarza w wyniku czołowego zderzenia z SU42-523 w Korzybiu 13 lipca 2010 roku                                                                           |
| SU42-525   | ex. SP42-239 | 1978          | 2000           | +++                                               | Zezłomowana 20 czerwca 2017 roku w Chojnicach |
| SU42-526   | ex. SP42-226 | 1978          | 2000           | +++                                               | Zezłomowana w grudniu 2024 roku |
| SU42-527   | ex. SP42-150 | 1976          | 2000           | PUK Kolprem                                       | Sprzedana i zmodernizowana 29 października 2018 roku na 6Dg-177 |
| SU42-528   | ex. SP42-143 | 1975          | 2000           | Przedsiębiorstwo Robót Torowych Torrems Sp. z o.o | Sprzedana i zmodernizowana przez NEWAG Nowy Sącz w 2014 roku. Pojazd otrzymuje nowe oznaczenie SM42-700/38, które następnie zostaje zmienione w 2016 roku na SM42-9335 |
| SU42-529   | ex. SP42-036 | 1973          | 2000           | Lotos Kolej                                       | Sprzedana i zmodernizowana 30 czerwca 2020 roku na 6Dg-177 |
| SU42-530   | ex. SP42-223 | 1977          | 2000           | +++                                               | Zezłomowana w lutym 2025 roku |
| SU42-531   | ex. SP42-183 | 1976          | 2000           | Newag                                             | Sprzedana firmie Newag w lipcu 2012 roku Oczekująca naprawy głównej |
| SU42-532   | ex. SP42-253 | 1978          | 2000           | +++                                               | Zezłomowana w sierpniu 2024 roku |
| SU42-533   | ex. SP42-146 | 1975          | 2000           | Polregio                                          | Oczekuje Naprawy |
| SU42-534   | ex. SP42-194 | 1977          | 2000           | Polregio                                          | Czynny |
| SU42-535   | ex. SP42-237 | 1978          | 2000           | Polregio                                          | Czynny |
| SU42-536   | ex. SP42-197 | 1977          | 2000           | SKPL                                              | Czynny |
| SU42-537   | ex. SP42-221 | 1977          | 2000           | Newag                                             | Sprzedana firmie Newag w lipcu 2012 roku Oczekująca naprawy głównej |
| SU42-538   | ex. SP42-186 | 1976          | 2000           | PUK Kolprem                                       | Sprzedana i zmodernizowana na 6Dg-176 |
| SU42-539   | ex. SP42-040 | 1973          | 2000           | PUK Kolprem                                       | Sprzedana i zmodernizowana na 6Dg-145 |
| SU42-540   | ex. SP42-267 | 1978          | 2000           | PUK Kolprem                                       | Sprzedana firmie Newag w lipcu 2012 roku i przebudowana w marcu 2019 roku na 6Dg-179                                                                                   |

We wrześniu 2008 r. wszystkie lokomotywy serii SU42 stały się własnością spółki Przewozy Regionalne i stopniowo otrzymywały srebrno-czerwone malowanie wraz z napisem Przewozy Regionalne na czole lokomotywy, ale obecnie nadawane jest malowanie szaro – czerwono – pomarańczowe (Polregio).
Lokomotywy serii SU42 będące własnością Polregio stacjonują w (na stan na 1 sierpnia 2024):
- PR Białystok: 502, 526
- PR Gdynia: 505, 508, 509, 518, 521, 530, 533, 534
- PR Poznań: 513, 522, 535
- PR Olsztyn: 512
- PR Warszawa: 532
- PR Zielona Góra: 501, 504, 506

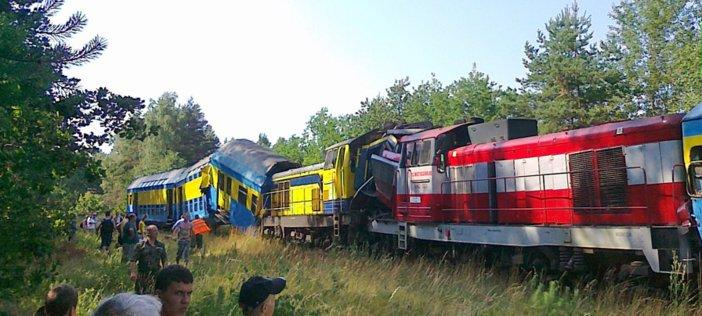
SU42-523 i SU42-524 po czołowym zderzeniu na linii nr 405 w Korzybiu między Słupskiem a Miastkiem

Niektóre lokomotywy z serii SU42, które zostały zakupione przez Newag zostały w późniejszym czasie przebudowane na 6Dg, lub przenumerowane na SM42.

## Ciekawostka
Ze względu na kolorystykę malowania (barwy żółto-niebieskie) lokomotywy SU42 zyskały w środowisku miłośników kolei przezwisko Polsat. Jeden z egzemplarzy (SU42-524) posiadał naklejone przezwisko Polsat z przodu na lewym boku, na niebieskim pasie. Lokomotywa SU42-524 uległa czołowemu zderzeniu 13 lipca 2010 roku z SU42-523 na trasie Słupsk – Szczecinek (przez Miastko) w miejscowości Korzybie.